# Formel D
Die Formel D Group ist ein deutscher, international tätiger Dienstleister der Automobil- und Zulieferindustrie mit Hauptsitz in Köln und weiteren 90 Standorten.

## Unternehmen
- Produktentwicklung: Aufbau von Erprobungsträgern und Testfahrzeugen, Fahrzeugerprobung, Betrieb von Testzentren, Homologation, Softwaretesting
- Produktion: Lieferantenmanagement, Anlauf- und Serienmanagement, Qualitätsmanagement, Lokalisierung und Verlagerung, Zusammenbau und Individualisierung
- Aftersales: Servicemanagement, Fahrzeugmanagement, Händlermanagement, Gewährleistungsmanagement, Softwaremanagement

Niederlassungen befinden sich in Deutschland in Bergkirchen, Berlin, Böblingen, Bremen, Dingolfing, Großenkneten-Ahlhorn, Hildesheim, Ingolstadt, Kassel, Köln, Kösching, Krauthausen, Leipzig, Leonberg, Mannheim, München, Neu Wulmstorf, Regensburg, Renningen, Rüsselsheim am Main, Seelze, Stuttgart, Troisdorf und Wolfsburg (Velpke).
Internationale Niederlassungen gibt es in Belgien (Brüssel), Brasilien (São Bernardo do Campo, Sorocaba), der Volksrepublik China (Changchun, Chengdu, Chongqing, Hangzhou, Nanjing, Peking, Shanghai, Shenyang, Tianjin), Frankreich (Perpignan, Rosny-sur-Seine, Oyonnax, Caluire-et-Cuire, Rieulay, Norroy-le-Veneur, Scionzier, Cesson-Sévigné), Indien (Pune), Italien (Orbassano), Kanada (Toronto), Marokko (Tanger), Mexiko (Aguascalientes, Cuautla, Puebla, Saltillo), Polen (Gliwice, Legnica, Posen, Świebodzin), Rumänien (Bukarest, Craiova, Hermannstadt, Pitești), Russland (Nischni Nowgorod, Sankt Petersburg), der Slowakei (Bratislava, Nitra, Trnava), Spanien (Aranguren, Madrid, Pamplona, Sant Cugat del Vallès, Saragossa, Valencia, Vigo, Vitoria-Gasteiz), Südafrika (Bedfordview), Südkorea (Bucheon, Busan), Tschechien (Mladá Boleslav, Prag, Solnice, Stříbro), der Türkei (Bursa), Ungarn (Budapest), dem Vereinigten Königreich (Stratford-upon-Avon) und den Vereinigten Staaten (Birmingham, Alabama; Chattanooga, Tennessee; Greenville, South Carolina; Southfield, Michigan).
Zu den Tochtergesellschaften der Formel D Unternehmensgruppe gehören die Unternehmen CPS Quality, Formel K GmbH und Vdynamics GmbH.

## Geschichte
1993 erfolgte die Gründung der Formel D Group durch Viola Metzner und Hans-Josef Orth mit etwa 60 Mitarbeitern, zunächst als Dienstleister für den Bereich technische Dokumentation, hier zunächst spezialisiert auf Handschuhfachliteratur. Die Eröffnung der ersten internationalen Niederlassung in Banburry erfolgte 1994, 1996 kam die erste Tochtergesellschaft in Brasilien hinzu. Im Jahr 1998 wurde die erste Niederlassung in den Vereinigten Staaten eröffnet. Bis 2003 war die Mitarbeiterzahl auf rund 650 gewachsen. Zwei Jahre später, 2005, erfolgte die Gründung einer chinesischen Tochtergesellschaft. Nur wenig später wurde 2006 der eintausendste Mitarbeiter eingestellt. Im Jahr 2010 liefen die neuen Geschäftsmodelle Refining Manufacturing Center (RMC) und Skill Enhancement Center (SEC) an. Mit über 2000 Mitarbeitern wurden 2011 mehr als 100 Millionen Euro erwirtschaftet. Im gleichen Jahr wurden vier Quality Confirmation Center (QCC) aufgebaut. Das Warranty Solution Center (WSC) wurde gegründet sowie ein neuer Standort in der rumänischen Stadt Craiova. 2012 entstand in Pretoria in Südafrika ein neuer QCC-Standort.
2020 ist Formel D mit rund 10.500 Mitarbeitern an mehr als 90 Standorten weltweit vertreten. Der Geschäftsleitung des Unternehmens steht Marcel Blinde vor. Hauptgesellschafterin von Formel D ist seit Juli 2017 die 3i Group. CITIC Capital hält als Investmentpartner von 3i einen Minderheitsanteil an Formel D. Zuvor gehörte Formel D mehrheitlich zur Deutschen Beteiligungs AG.